# Kathryn Hahn
Kathryn Marie Hahn (Westchester, 1973. július 23. –) amerikai színésznő, humorista.
Legismertebb alakítása Lily Lebowski Bostoni halottkémek című sorozatban. Az Apró gyönyörű dolgaink című sorozatban is szerepelt.

## Fiatalkora
Westchesterben született Karen és Bill Hahn lányaként.
Cleveland Heightsban nőtt fel és katolikusnak nevelkedett, a Cleveland Heights-i St. Ann's katolikus iskolába és a Beaumont Schoolba járt. Hahn a Northwestern Egyetemre járt. Ezt követően a Yale Egyetemen szerzett diplomát dráma szakon.

## Pályafutása
Első szerepe a Hickory Hideout című sorozatban volt. 2001 és 2007 között a Bostoni halottkémek című sorozatban volt főszereplő. 2011-ben a Free Agents című sorozatban szerepelt. 2012 és 2015 között a Városfejlesztési osztály című sorozatban tűnt fel. 2013-ban Rachel karakterét alakította a Délután is jó! című filmben. 2015-ben a Félboldog című sorozatban szerepelt Lee Payne-ként. 2016-ban a Captain Fantastic című filmben szerepelt. 2017-ben a Rossz anyák karácsonya című filmben tűnt fel. 2018-ban a Private Life című filmben Rachel Biegler karakterét alakította. 2019-ban a Mrs. Fletcher című sorozatban volt főszereplő. 2020-ban szerepelt az Ez minden, amit tudok című sorozatban Dessa Constantine-ként. 2021-ben a WandaVízió című sorozatban szerepelt. 2023-ban az Apró gyönyörű dolgaink című sorozatban tűnt fel. 2024-ben főszereplője a Mindvégig Agatha című sorozatnak.

## Magánélete
Ethan Sandler színész felesége. A párnak két gyermeke van.

## Filmográfia

### Filmek
| Év                             | Magyar cím                                     | Eredeti cím                           | Szerep                                                          | Magyar hang     |
| ------------------------------ | ---------------------------------------------- | ------------------------------------- | --------------------------------------------------------------- | --------------- |
| 1999                           |                                                | Flushed                               | nő                                                              |                 |
| 2003                           | Hogyan veszítsünk el egy pasit 10 nap alatt    | Michelle Rueben                       | Michelle Rueben                                                 | Kocsis Mariann  |
| 2004                           | Nyerj egy randit Tad Hamiltonnal!              | Win a Date with Tad Hamilton!         | Angelica                                                        | Makay Andrea    |
| A híres Ron Burgundy legendája | Anchorman: The Legend of Ron Burgundy          | Helen                                 | Andresz Kati                                                    |                 |
| A kanyaron túl                 | Around the Bend                                | Sarah                                 |                                                                 |                 |
|                                | Wake Up, Ron Burgundy: The Lost Movie          | Helen                                 |                                                                 |                 |
| 2005                           | Szerelem sokadik látásra                       | A Lot like Love                       | Michelle                                                        | Kocsis Mariann  |
| 2006                           | Holiday                                        | Holiday                               | Bristol                                                         | Spilák Klára    |
| 2007                           | Az utolsó Mimic                                | The Last Mimzy                        | Naomi Schwartz                                                  | Hámori Eszter   |
| 2008                           | Tesó-tusa                                      | Step Brothers                         | Alice Huff                                                      | Zsigmond Tamara |
| 2008                           | A szabadság útjai                              | Revolutionary Road                    | Milly Campbell                                                  | Kökényessy Ági  |
| 2009                           | A verda horda – Adj el, vagy hullj el!         | The Goods: Live Hard, Sell Hard       | Babs Merrick                                                    | Kocsis Mariann  |
| 2010                           | Honnan tudod?                                  | How Do You Know                       | Annie                                                           | Pálfi Kata      |
| 2011                           | A lökött tesó                                  | Our Idiot Brother                     | Janet                                                           | Berkes Boglárka |
| 2012                           | Hippi-túra                                     | Wanderlust                            | Karen                                                           | Németh Kriszta  |
| 2012                           | A diktátor                                     | The Dictator                          | terhes nő                                                       |                 |
| 2013                           | Délután is jó!                                 | Afternoon Delight                     | Rachel                                                          | Orosz Helga     |
| 2013                           | Családi üzelmek                                | We're the Millers                     | Edie Fitzgerald                                                 | Bertalan Ágnes  |
| 2013                           |                                                | Dark Around the Stars                 | Judith                                                          |                 |
| 2013                           | Walter Mitty titkos élete                      | The Secret Life of Walter Mitty       | Odessa Mitty                                                    | Bertalan Ágnes  |
| 2014                           | Szaftos szavak                                 | Bad Words                             | Jenny Widgeon                                                   | Zsigmond Tamara |
| 2014                           | Itthon, édes otthon                            | This Is Where I Leave You             | Annie Altman                                                    | Bertalan Ágnes  |
| 2015                           | Megőrjít a csaj                                | She's Funny That Way                  | Delta Simmons                                                   | Bertalan Ágnes  |
| 2015                           | Kicsapongók                                    | The D Train                           | Stacey                                                          | Bertalan Ágnes  |
| 2015                           | Holnapolisz                                    | Tomorrowland                          | Ursula Gernsback                                                | Varga Gabriella |
| 2015                           | Egyszer Len                                    | Len and Company                       | Isabelle                                                        | Bertalan Ágnes  |
| 2015                           | A látogatás                                    | The Visit                             | Loretta Jamison                                                 | Mezei Kitty     |
| 2015                           | Vicceskedők                                    | The Family Fang                       | Camille Fang                                                    | Orosz Anna      |
| 2016                           | Captain Fantastic                              | Captain Fantastic                     | Harper Cash                                                     | Bertalan Ágnes  |
| 2016                           | Az újrakezdés                                  | The Do-Over                           | Becca                                                           |                 |
| 2016                           | Rossz anyák                                    | Bad Moms                              | Carla Dunkler                                                   | Bertalan Ágnes  |
| 2017                           | Rossz anyák karácsonya                         | A Bad Moms Christmas                  | Carla Dunkler                                                   | Bertalan Ágnes  |
| 2017                           |                                                | Flower                                | Laurie Vandross                                                 |                 |
| 2018                           |                                                | Private Life                          | Rachel Biegler                                                  |                 |
| 2018                           | Hotel Transylvania 3. – Szörnyen rémes vakáció | Hotel Transylvania 3: Summer Vacation | Ericka Van Helsing (hangja)                                     | Balsai Móni     |
| 2018                           | Pókember: Irány a Pókverzum!                   | Spider-Man: Into the Spider-Verse     | Olivia "Liv" Octavius / Doktor Oktopusz (hangja)                |                 |
| 2022                           | Hotel Transylvania – Transzformánia            | Hotel Transylvania: Transformania     | Ericka Van Helsing (hangja)                                     | Balsai Móni     |
| 2022                           | Tőrbe ejtve – Az üveghagyma                    | Glass Onion: A Knives Out Mystery     | Claire Debella                                                  | Bertalan Ágnes  |
| 2023                           | Pókember: A pókverzumon át                     | Spider-Man: Across the Spider-Verse   | Olivia "Liv" Octavius / Doktor Oktopusz (hang, archív felvétel) |                 |

### Televíziós szerepek
| Év         | Magyar cím                              | Eredeti cím                              | Szerep                    | Megjegyzések                                                                    |
| ---------- | --------------------------------------- | ---------------------------------------- | ------------------------- | ------------------------------------------------------------------------------- |
| 1981–1991  |                                         | Hickory Hideout                          | önmaga                    | főszereplő                                                                      |
| 2001–2007  | Bostoni halottkémek                     | Crossing Jordan                          | Lily Lebowski             | főszereplő magyar hangja Kocsis Mariann (1. szinkron) Mezei Kitty (2. szinkron) |
| 2006       |                                         | Four Kings                               | Sharon                    | 1 epizód                                                                        |
| 2010       | Hung – Neki áll a zászló                | Hung                                     | Claire                    | 2 epizód                                                                        |
| 2011       | Halálosan komolytalan                   | Funny or Die Presents                    | vadász                    | 2 epizód                                                                        |
| 2011       |                                         | Traffic Light                            | Kate                      | 2 epizód                                                                        |
| 2011       |                                         | Mad Love                                 | Linda Clay                | 1 epizód                                                                        |
| 2011       |                                         | Free Agents                              | Helen                     | 8 epizód                                                                        |
| 2012–2015  | Városfejlesztési osztály                | Parks and Recreation                     | Jennifer Barkley          | 11 epizód                                                                       |
| 2012       | Csajok                                  | Girls                                    | Katherine Lavoyt          | 1 epizód magyar hangja Mezei Kitty                                              |
| 2012       | Híradósok                               | The Newsroom                             | Carrie                    | 1 epizód                                                                        |
| 2012       |                                         | Childrens Hospital                       | Lamaze                    | 1 epizód                                                                        |
| 2012       | Robotcsirke                             | Robot Chicken                            | Mrs. Marquez (hang)       | 1 epizód                                                                        |
| 2013–2015  |                                         | Kroll Show                               | Mikey anyja               | 5 epizód                                                                        |
| 2012       | NTSF:SD:SUV::                           | NTSF:SD:SUV::                            | Marge                     | 1 epizód                                                                        |
| 2012       |                                         | The Greatest Event in Television History | Greta Strauss / Sara Rush | 2 epizód                                                                        |
| 2014, 2020 | Bob burgerfalodája                      | Jessica                                  | Jessica (hang)            | 2 epizód                                                                        |
| 2014       |                                         | Chozen                                   | Tracy (hang)              | 8 epizód                                                                        |
| 2014       | Amerikai fater                          | American Dad!                            | Luli (hang)               | 1 epizód                                                                        |
| 2014–2019  |                                         | Transparent                              | Raquel Fein               | 22 epizód                                                                       |
| 2015       | Félboldog                               | Happyish                                 | Lee Payne                 | 10 epizód                                                                       |
| 2015       | John Oliver-show az elmúlt hét híreiről | Last Week Tonight with John Oliver       | feleség                   | 1 epizód                                                                        |
| 2015       |                                         | Comedy Bang! Bang!                       | önmaga                    | 1 epizód                                                                        |
| 2016       | Brooklyn 99 – Nemszázas körzet          | Brooklyn Nine-Nine                       | Eleanor Horstweil         | 1 epizód                                                                        |
| 2016–2017  |                                         | I Love Dick                              | Chris Kraus               | 8 epizód                                                                        |
| 2018       | A Romanov-dinasztia                     | The Romanoffs                            | Anka                      | 1 epizód                                                                        |
| 2018       | Angie Tribeca – A törvény nemében       | Angie Tribeca                            | Susan                     | 1 epizód                                                                        |
| 2019       |                                         | Mrs. Fletcher                            | Eve Fletcher              | 7 epizód                                                                        |
| 2020       | Ez minden, amit tudok                   | I Know This Much Is True                 | Dessa Constantine         | 6 epizód                                                                        |
| 2020       |                                         | Make It Work!                            | önmaga                    | különkiadás                                                                     |
| 2020–2022  |                                         | Central Park                             | Paige Hunter (hang)       | 26 epizód                                                                       |
| 2021       | WandaVízió                              | WandaVision                              | Agatha Harkness / "Agnes" | 9 epizód magyar hangja Bertalan Ágnes                                           |
| 2021       | Marvel Studios: Betekintés              | Marvel Studios: Assembled                | önmaga                    | 1 epizód                                                                        |
| 2021       | Az agyturkász a szomszédból             | The Shrink Next Door                     | Phyllis Markowitz         | 8 epizód                                                                        |
| 2021       |                                         | Live in Front of a Studio Audience       | Jo Polniaczek             | 1 epizód                                                                        |
| 2023       | Apró gyönyörű dolgaink                  | Tiny Beautiful Things                    | Clare                     | főszereplő                                                                      |
| 2024       | Mindvégig Agatha                        | Agatha All Along                         | Agatha Harkness           | főszereplő magyar hangja Bertalan Ágnes                                         |
| 2024       |                                         | Die Hart                                 | Jillian Jones             | 7 epizód                                                                        |
| 2024       | Mi lenne, ha…?                          | What If...?                              | Agatha Harkness (hangja)  | 1 epizód magyar hangja Bertalan Ágnes                                           |